# Bactrocera caudata
Bactrocera caudata är en tvåvingeart som först beskrevs av Fabricius 1805.  Bactrocera caudata ingår i släktet Bactrocera och familjen borrflugor. Inga underarter finns listade.